# Hutch Jones
Willie D. Jones, detto Hutch (Buffalo, 1º settembre 1959), è un ex cestista statunitense, professionista nella NBA, in Italia e in Spagna.

## Carriera
È stato selezionato dai Los Angeles Lakers al terzo giro del Draft NBA 1982 (54ª scelta assoluta).